# Рудольф Ран
Рудольф Ран (нім. Rudolf Rahn; 16 березня 1900, Ульм — 7 січня 1975, Дюссельдорф) — німецький дипломат, доктор філософії. 

## Біографія
Служив у військовому відомстві Імперського міністерства закордонних справ. У червні 1933 року вступив у НСДАП. Після Французької кампанії з серпня 1940 року очолював управління радіо і пропаганди в складі німецького посольства в Парижі, в 1942 році отримав ранг посланника. Переконаний нацист. З 26 липня 1943 року — імперський уповноважений в Італії; з 9 листопада 1943 року — посол при республіці Сало. Керував створенням маріонеткового уряду Беніто Муссоліні. У 1944 році роль Рана різко впала через посилення позицій представника Генріха Гіммлера в Італії Карла Вольфа. Після війни займав керівні пости в західнонімецькій філії американського концерну «Кока-кола».

## Нагороди
- Залізний хрест 2-го і 1-го класу
- Нарукавна стрічка «Африка»
- Хрест Воєнних заслуг 2-го і 1-го класу з мечами і без мечів
- Лицарський хрест Хреста Воєнних заслуг
  - без мечів (6 липня 1943)
  - з мечами (1944)